# ستاره میاستو (شهرستان کونگن)
ستاره میاستو (به لهستانی:  Stare Miasto) یک روستا در لهستان است که در گمینا ستاره میاستو واقع شده‌است. ستاره میاستو ۱٬۵۰۰ نفر جمعیت دارد.